# Остхаус, Карл Эрнст
Карл Эрнст Остхаус (нем. Karl Ernst Osthaus; 15 апреля 1874, Хаген, Пруссия — 25 марта 1921, Мерано) — один из известнейших немецких коллекционеров предметов искусства и меценатов начала XX столетия.

## Биография
К. Э. Остхаус родился в преуспевающей семье. Его отцом был банкир Эрнст Остхауc, матерью — дочь фабриканта Сельма Функе. Карл сперва изучает коммерцию, затем — философию и историю искусств в Берлине, Вене, Бонне и Мюнхене. В 1898 году, после окончания своей учёбы, К. Остхаус возвращается в Хаген, где в 1899 году женится на Гертруде Кольсман, дочери текстильного фабриканта. После того, как он получает огромное наследство после смерти своего деда Вильгельма Функе, Остхаус решает сделать из родного города «культурную метрополию Запада» страны, сосредоточив в нём обширное собрание культурных ценностей и шедевров.
В планах К. Остхауса появилась идея «фолькванг», согласно которой искусство и реальная жизнь должны говорить на одном языке, примириться друг с другом. Её завершением стало создание Хагенского музея Фолькванг (ныне — Музей Карла Эрнста Остхауса). Здание его было построено в Хагене в стиле неоренессанс архитектором Карлом Герардом (1898—1902), внутреннее оформление в стиле модерн принадлежит бельгийскому художнику Анри ван де Вельде. Нижний этаж музея был отведён под естественно-научные коллекции, верхние этажи — собранию живописи и скульптуры.
В музее были собраны произведения О. Родена, В. Лембрука, Ж. Минне, П. О. Ренуара, В. ван Гога, П. Сезанна, П. Гогена. Из немецких художников Остхаусом были приглашены в Хаген К. Рольфс, Ян Торн Приккер, Эмиль Рудольф Вайс, Милли Стегер, где им была предоставлена возможность свободно, не испытывая материальных затруднений, заниматься искусством. В 1901 году состоялось основание художественной школы Фолькванг, открыта была также Хагенская серебряных дел мастерская.

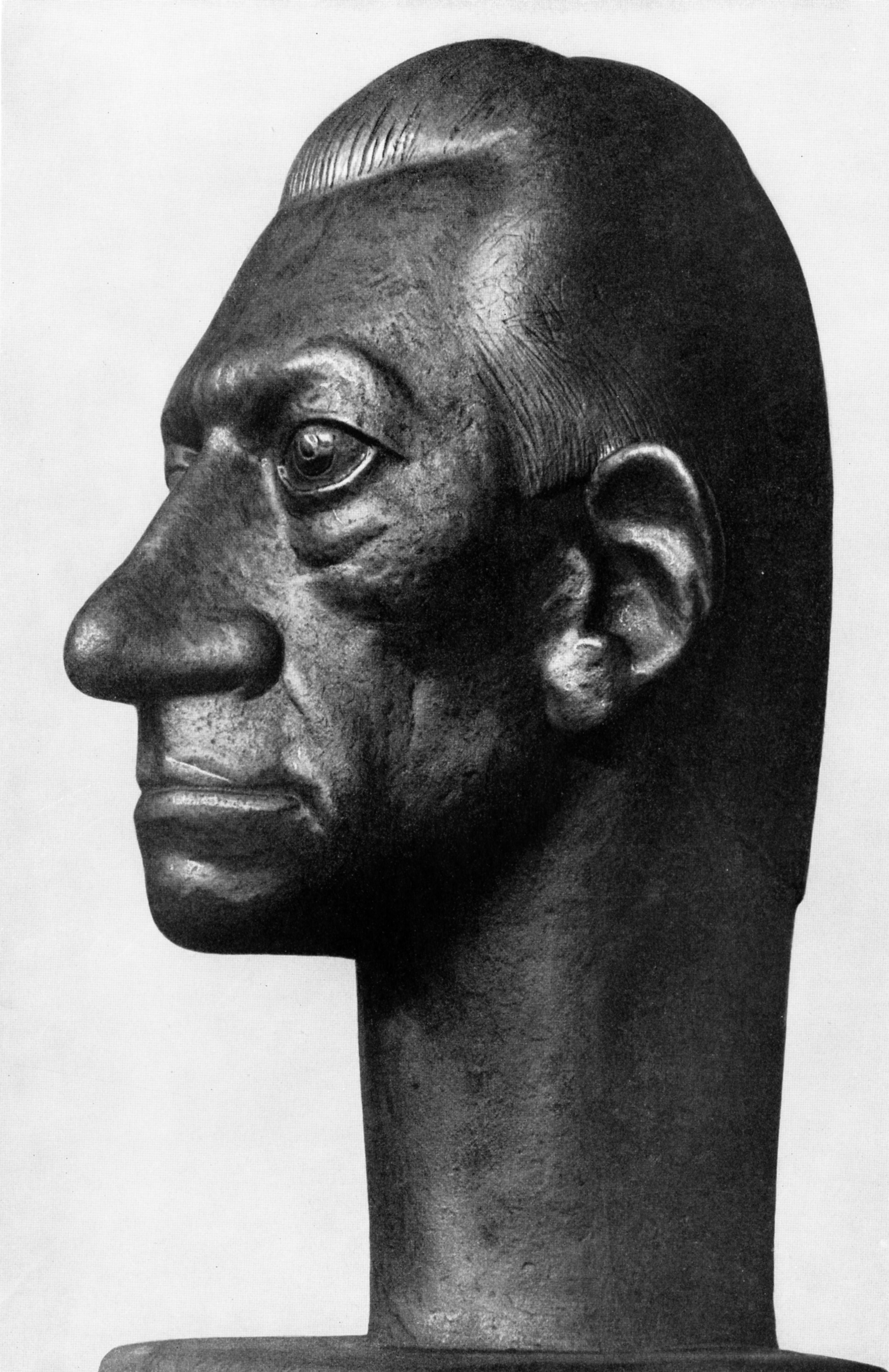
Скульптор В. Ламмерт
Карл Эрнст Остхаус
(1930; уничтожен нацистами)

По инициативе К. Э. Остхауса в 1909 году создаётся Немецкий музей искусств в торговле и ремесле (Deutsches Museum für Kunst in Handel und Gewerbe). Он субсидирует также архитектурные проекты, стремясь сделать Хаген городом передового зодчества. Так возникают город-парк Хоэнхаген с центром Хоэнхоф (по проекту Г. ван дер Вельде, 1906—1908), рабочее поселение Вальддорфштрассе (проект профессора Рихарда Римершмида), город-парк Эмст. Здесь должны были размещаться парки, музей, школа Фольксванг, колония художников, стеклянная башня архитектора Бруно Таута и проч. Над проектом также должны были работать такие мастера, как Петер Беренс, Вальтер Гропиус, Адольф Лоос, Август Эндель.
В 1919 году К. Остхаус публикует в издательстве Фолькванг свою книгу «Основы развития стилей» (нем. Grundzüge der Stilentwicklung), за которую ему философским факультетом Вюрцбургского университета присуждается звание почётного доктора. Второе такое же звание ему присваивается Высшей технической школой Аахена.
В 1916 году, во время Первой мировой войны, Остхаус был призван на военную службу. Вследствие полученных ранений меценат скончался в Швейцарии в 1921 году. После его смерти, в 1922 году большая часть его собрания была продана городу Эссену, где сейчас и находится музей Фолькванг. Коллекция Немецкого музея искусств в торговле и ремесле ныне хранится в крефельдском Музее кайзера Вильгельма.